# Фентянь (провінція)
Фентянь (кит. 奉天省) — провінція Північно-Східної частини Цінської імперії, а з 1912 — Китайської Республіки. Існувала в 1907—1947 роки.
Утворена в 1907, коли на території Маньчжурії введено цивільне управління (до цього вся влада була в руках шенцзинського цзянцзюня), столицею стала Фентяньська управа.
У 1929 Чжан Сюелян змінив назву провінції на «Ляонін», взявши перший і останній ієрогліфи з фрази «辽河两岸永远安宁» («На берегах Ляохе всюди і назавжди — мир»).
Після японської інтервенції 1931 в 1932 на терені китайського Північного Сходу утворено маріонеткову державу Маньчжоу-го, яка повернула провінції назву «Фентянь».
В 1934 з неї виділені провінції Аньдун і Цзіньчжоу, а в 1941 — провінція Сипін.
Після закінчення Другої світової війни гоміньданівський уряд формально відновив провінцію Ляонін у довоєнних кордонах, але на той час від структур старого адміністративного поділу (на три провінції) вже практично нічого не залишилося. Тому уряд Китайської Республіки розробив план, відповідно до якого територія китайського Північного Сходу мала бути розбита на 9 провінцій. Новий адміністративний поділ набув чинності 5 червня 1947 року.